# 卢正义 (中国政治人物)
卢正义（生卒年不详），原名卢树森，江苏南通人，中华人民共和国政治人物，“文革”中著名造反派。

## 人物简介
二十世纪三十年代初在如皋师范读书，九一八事变后加入中共，宣传抗日。
1935年时被捕，在国民党苏州反省院交上一首新诗《转变》：“我抛弃了旧日的路程， 踏上了新的道路。……”
获释后又成为中共干部。1945年日本投降后从延安到东北大连，任市政府教育局局长。
1955年调到北京，任教育部小学教育司司长，后任政治教育司司长，至文革前已长期在家养病不上班。
1966年《五一六通知》在中共党内传达之后，当月在北京相继出现三张大字报，分别由中国科学院哲学社会科学部（简称“学部”）林聿时和吴传启、北京大学聂元梓等七人、以及教育部卢正义贴出。其中卢的大字报指向当时教育部的常务副部长、党组副书记刘季平，5月26日在教育部大院引起轰动。
此后，到1966年12月间，卢正义又与其他一些上通中央文革小组的人在教育部和人教社抢先贴出批判陶铸的大字报，为自己的“左派”形像进一步添重加码。
由于其大字报竟能一再得文革风气之先，卢正义迅即成为当时教育部和高教部中紧跟中央文革的“革命造反派”组织的领袖人物。同时，由于他的历史问题被揭出，随着当时“揪叛徒”之风盛行，他也迅速成为另一派群众组织始终紧追不舍誓欲揪出的“大叛徒”、“大特务”。“卢正义的叛徒问题”一时成为北京高校红卫兵造反派中“天派”和“地派”争执的一个焦点。
1968年，卢正义在其本派组织保护下逃离北京，对立派组织则派人追捕。最后，在从南京开往武汉的江轮上，卢正义离奇失踪，生不见人死不见尸。至1970年时由公安部门追缉亦无果。